# Puerta 7
Puerta 7 es una serie de 2020, producida por Pol-ka Producciones y distribuida por Netflix  dirigida por Israel Adrián Caetano y escrita por Patricio Vega

## Sinopsis de la serie
Puerta 7, una inquebrantable exploración de parte de las infames y famosas barras bravas argentinas en la intersección entre el deporte, la política nacional y el crimen organizado, seguirá el intento de una mujer por superar ese mundo dominado por mayormente hombres y eliminar la corrupción y el crimen de un club para redimir el nombre de su familia; la infiltración de un joven en una barra brava con la intención de salvar a su familia de la pobreza extrema; así como la guerra desatada dentro de la barra de ese mismo club, mientras las facciones enfrentadas pelean por los millones que malversan del club cada semana.

## Reparto
- Dolores Fonzi como Diana
- Esteban Lamothe como Fabián
- Juan Gil Navarro como Santiago
- Carlos Belloso como Héctor "Lomito" Baldini
- Antonio Grimau como Guillermo
- Daniel Araoz como Cardozo
- Marcelo Rodríguez como el Gitano
- Lautaro Rodríguez como Gabriel "Tucumano" Fuentes
- Melisa Giostra como Paula
- Santiago Stieben
- Marcelo Zamora
- Mónica Ayos
- Graciela Tenembaum
- Jorge Prado
- Luigi Raino Patricio
- Abril De Mattía
- Roma Castelli
- Josefina Coscia como Paula
- Teo (Jack Russell) como Colimba
- Ignacio "Nachito" Quesada  como Mario
- Irina Misisco
- Sebastián "Easy Money Dogg" Carbone  como Matra-k
- Carlos Castillo
- Federica Pérez Anile